# Verlag für Bauwesen
Der VEB Verlag für Bauwesen Berlin existierte vom 1. Januar 1960 bis zum 3. Oktober 1990 und war somit zunächst ein DDR-Fachverlag für alle Belange des Bauwesens. 

## Geschichte
Er entstand am 1. Januar gemeinsam mit weiteren Fachverlagen zum Zweck der Herausgabe von Lehrbüchern für ca. 40 Ausbildungsberufe und ca. 55 Hochschulstudienrichtungen. Alexander Abusch als zuständiger Minister erließ hierzu die entsprechende Weisung im Einvernehmen mit der Staatlichen Plankommission und dem Finanzministerium, womit dieses dem Ministerium für Kultur unterstellt wurde, wo die Hauptverwaltung Verlage für diesen zuständig war.
Dann erfolgte 1990 die Umwandlung des ehemaligen VEB in eine GmbH. 1999 Integration in die Huss Medien GmbH mit Wolfgang Huss, Huss-Verlag, München als Stammverlag. Es folgte 1998–1999 die Verschmelzung der Verlage Die Wirtschaft GmbH, Verlag für Bauwesen GmbH auf den Verlag Technik GmbH. Der Verlag Technik GmbH wurde in Huss-Medien GmbH umbenannt. Die einstigen DDR-Verlage gingen über die Treuhandanstalt, die zunächst 100-prozentiger Anteilseigner war, an die Huss-Unternehmensgruppe.
Die Nachfolgerin der Architektur der DDR erschien als Zeitschrift Architektur, die von 1990 bis 1991 im Verlag für Bauwesen in Ost-Berlin erschien. Mit dem Ende des VEB Verlag für Bauwesen Berlin wurde die Zeitschrift eingestellt.